# Śrubokręt soniczny

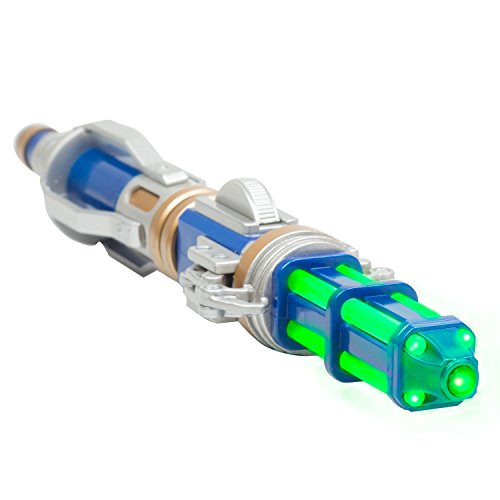
Śrubokręt soniczny z 2015 roku

Śrubokręt soniczny, nazywany również śrubokrętem dźwiękowym (ang. sonic screwdriver) – fikcyjne urządzenie związane z brytyjskim serialem science-fiction pt. Doktor Who. Podobnie jak TARDIS, urządzenie to stało się symbolem serialu, a w spin-offach, takich jak Przygody Sary Jane czy Torchwood pojawiały się urządzenia o podobnym działaniu, w tym m.in. soniczna szminka czy soniczne pióro. W 2015 roku, w serii 9 soniczny śrubokręt został zastąpiony przez soniczne okulary, które miały podobne zastosowanie jak poprzednik.
W serialowej rzeczywistości, śrubokręt soniczny jest wynalazkiem Władców Czasu. Jego zasada działania nie jest wyjaśniona. Z wyglądu przypomina kieszonkową latarkę, choć dokładny wygląd zmieniał się w czasie trwania serialu. Jego końcówka emituje słabe, zielone lub niebieskie światło. Pracując, emituje charakterystyczny dźwięk.
Po raz pierwszy śrubokręt soniczny pojawił się w historii z ery drugiego Doktora pt. Fury from the Deep (1968). Do końca kadencji drugiego Doktora pojawił się on jeszcze dwa razy, w historiach The Dominators (1968) i The War Games (1969). W latach 70. soniczny śrubokręt stał się często używanym rekwizytem przez trzeciego i czwartego Doktora. Z czasem jednak zaprzestano jego używania. Ostatnią historią z jego użyciem do czasu zakończenia emisji w 1989 miała miejsce w historii Snakedance (1983). Jego ponowne użycie miało miejsce w filmie telewizyjnym z 1996 roku. Kiedy w 2005 roku wznowiono emisję serialu postanowiono wrócić do idei sonicznego śrubokrętu, dzięki czemu stał się on bardzo często używanym urządzeniem.

## Niektóre zastosowania
- otwieranie drzwi (niezależnie od rodzaju zamka, chyba że drzwi są drewniane)
- wycinanie dziur w ścianach
- wykrywanie i unieszkodliwianie min
- wykrywanie antymaterii
- odpalanie ładunków wybuchowych
- uniemożliwianie działania urządzeń elektronicznych lub modyfikacja ich funkcji
- elektromagnes
- przeprowadzanie prostych badań lekarskich[1]
- aktywacja i dezaktywacja teleportów (pokazane w jednym z odcinków z Dziewiątym Doktorem)
- spawanie drutu kolczastego (pojawia się w 10 odcinku serii z 2005 roku z Dziewiątym Doktorem. Tytuł odcinka – „The Doctor Dances”)